# Płyta rezonansowa

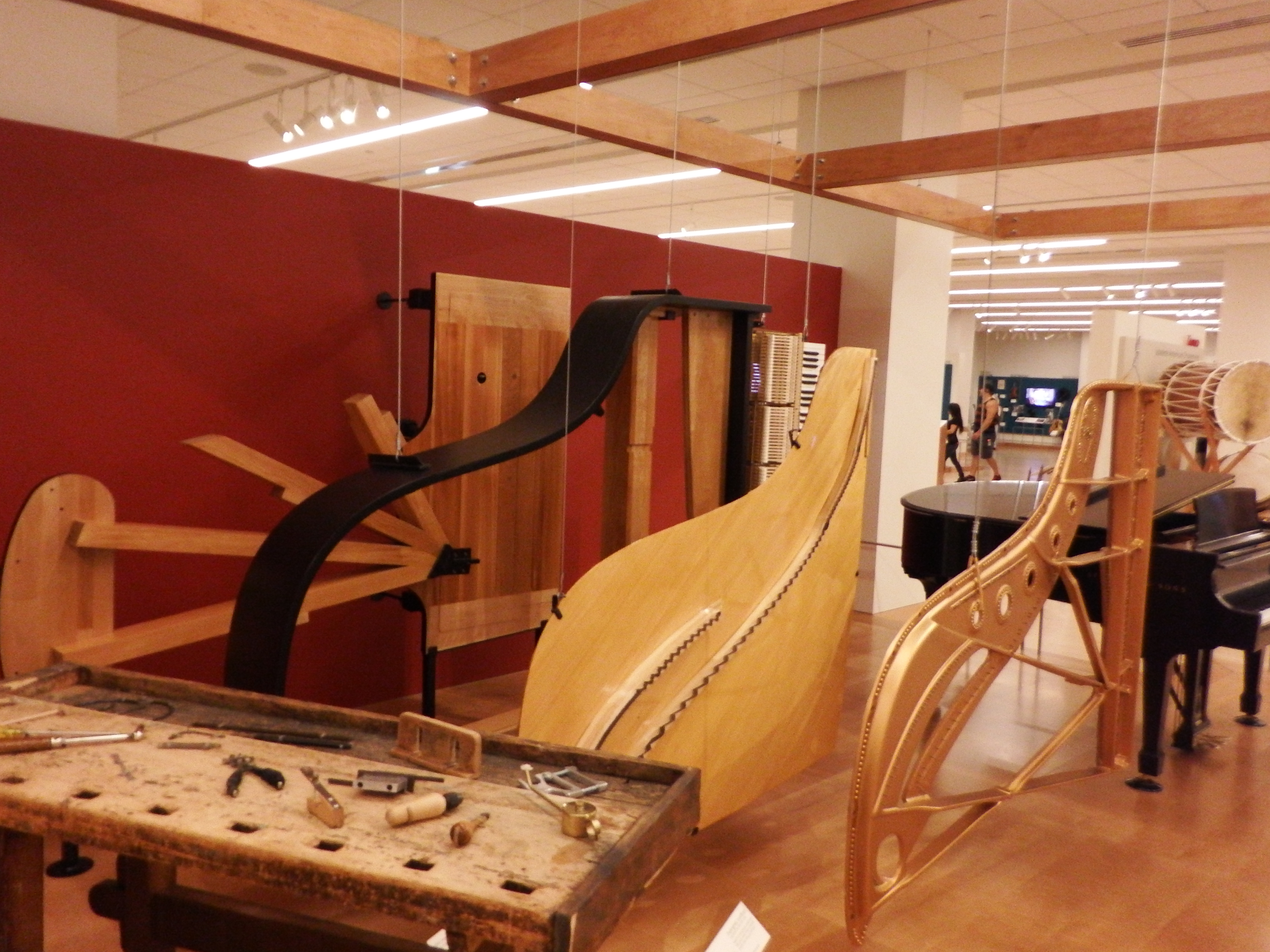
Świerkowa płyta rezonansowa fortepianu, między żeliwną, pomalowaną na złoto ramą (po prawej), a drewnianymi, pomalowanymi na czarno bokami pudła rezonansowego (po lewej)

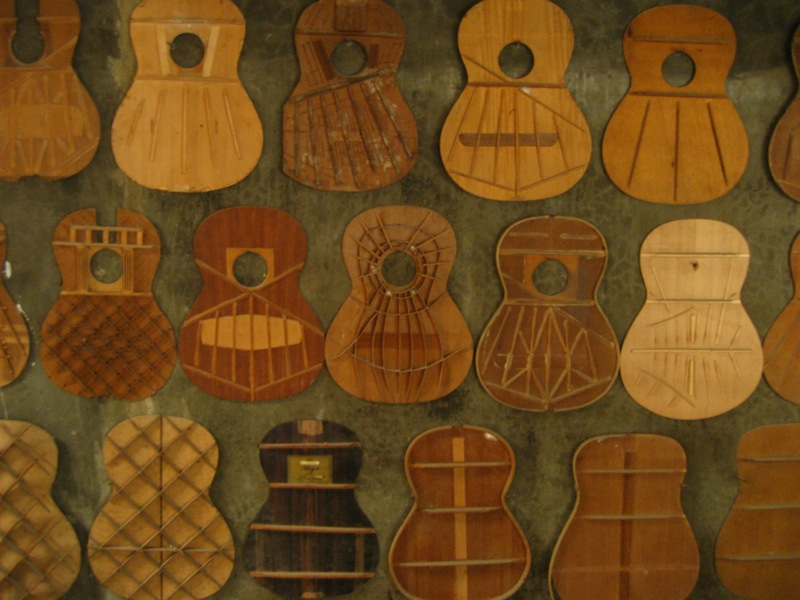
Płyty rezonansowe gitar akustycznych. Widoczne od spodu ożebrowanie

Płyta rezonansowa – rezonator w instrumentach muzycznych z grupy chordofonów; część pudła rezonansowego, której zadaniem jest wzmacnianie natężenia dźwięku strun. Wykonywana jest z drewna lub – w instrumentach ludowych (np. rabaab) – ze skóry. W chordofonach szarpanych (np. gitara, lutnia) oraz klawiszowych (np. klawikord, fortepian) jest płaska, w smyczkowych (np. mazanki, skrzypce) – wypukła. Drewniane płyty rezonansowe wykonane są zazwyczaj z miękkiego drewna świerkowego i sosnowego.
Wzmocnienie natężenia dźwięku instrumentu uzyskane jest poprzez wykorzystanie zjawiska rezonansu akustycznego. Struny mają niewielką powierzchnię wypromieniowującą dźwięk. Płyta rezonansowa, za pośrednictwem podstawka, przejmuje drgania mechaniczne strun i emituje je w postaci fal akustycznych do powietrza, modyfikując jednocześnie barwę dźwięku, redukując wyższe składowe harmoniczne i wzmacniając niższe.
Płyta rezonansowa chińskiego instrumentu guqin ma symboliczne znaczenie nieba.